# Arizona Road Dust
Arizona road dust ist ein nach SAE J726 genormter Prüfstaub zur Bewertung von Filtern (z. B. von Motoren) und zur Dichtigkeitsprüfung von Gehäusen (z. B. Mobiltelefone).

## Geschichte
Mit der Einführung von Luftfiltern zur Reinigung der Verbrennungsmotoren zugeführten Luft wurde in den 1930er-Jahren ein genormtes Medium zur Bewertung dieser Filter notwendig.
Aus dieser Notwendigkeit heraus entwickelte sich die SAE J726 Prüfnorm.
Heute wird Arizona Road Dust neben der Bewertung von Filtern auch zur Bewertung der Staubdichtheit verschiedenster Gehäuse und Verpackungen verwendet.

## Zusammensetzung nach SAE J726
Arizona Road Dust ist in verschiedene Partikelgrößen eingeteilt.
| SiO2  | 65–76 %   |
| Al2O3 | 11–17 %   |
| Fe2O3 | 2,5–5 %   |
| Na2O  | 2–4 %     |
| CaO   | 3–6 %     |
| MgO   | 0,5–1,5 % |
| TiO2  | 0,5–1 %   |
| V2O3  | 0,1 %     |
| ZrO   | 0,1 %     |
| BaO   | 0,1 %     |